# Кленове (Голованівський район)
Кленóве (спочатку Могилянське, до 17 лютого 2016 року — Жовтне́ве) — село в Заваллівській громаді Голованівського району Кіровоградської області України. Населення становить 33 особи.
Село було внесено до переліку населених пунктів, які потрібно перейменувати згідно із законом «Про засудження комуністичного та націонал-соціалістичного (нацистського) тоталітарних режимів в Україні та заборону пропаганди їхньої символіки».

## Населення
Згідно з переписом УРСР 1989 року чисельність наявного населення села становила 78 осіб, з яких 31 чоловік та 47 жінок.
За переписом населення України 2001 року в селі мешкали 34 особи. 100 % населення вказало своєю рідною мовою українську мову.